# Vic Albuquerque
Victória Kristine Albuquerque de Miranda, mais conhecida como Vic Albuquerque ou simplesmente Victória (Brasília, 14 de março de 1998), é uma futebolista brasileira que atua como meio-campista. Atualmente, joga no Corinthians e na Seleção Brasileira.

## Carreira

### ASCOOP
Foi revelada pela Associação Atlética Esportiva e Recreativa dos Cooperados e Funcionários das Cooperativas do Distrito Federal (ASCOOP), de Gama, Distrito Federal.

### Minas/ICESP
Em 2015, se transferiu para o Minas Brasília Futebol Feminino (Minas ICESP). Foram 46 jogos pelo clube e 25 gols marcados. Pelo clube, conquistou o Campeonato Brasiliense de 2018 e o Campeonato Brasileiro de 2008 (Série A2).

### Audax
Após o término do Brasileiro, foi emprestada pelo Audax, de Osasco, para a disputa da Copa Libertadores de 2018, mas o clube foi eliminado na fase de grupos, mesmo com duas vitórias e uma derrota: dentro do grupo pelo Atlético Huila, com seis gols marcados contra cinco do Audax e na disputa do melhor segundo colocado, pelo Colo-Colo, com 10 gols marcados.

### Corinthians
Após chamar atenção pelo destaque na Série A2 do Campeonato Brasileiro de 2018, foi contratada pelo Corinthians, para a temporada 2019. No reencontro com o antigo clube — Minas/ICESP — fez valer a "lei do ex" e marcou três gols para o Corinthians, em partida válida pela 12.ª rodada do Campeonato Brasileiro de 2019 (Série A1). Teve o seu contrato renovado para as temporadas de 2020 e 2021.
Em 2021, fez parte da Bola de Prata — premiação da ESPN para os melhores do Campeonato Brasileiro.
No início de 2022, anunciou que deixaria o clube.
| “                                                 | Estou passando para agradecer as mensagens de carinho que tenho recebido nos últimos dias, principalmente em relação ao meu futuro e às minhas decisões. Estou muito feliz com o que tenho lido ultimamente, mas hoje estou aqui para noticiar a todos que a minha trajetória do Corinthians vai dar uma pausa. Eu considero pausa, porque aprendi a muito a amar e respeita esse clube de maneira que não consigo explicar. Quero muito voltar assim que tiver oportunidade de novo mas hoje me vejo na necessidade de aprender a experimentar coisas novas e realizar grandes sonhos que tenho. | ” |
| — A atleta, em vídeo, no perfil oficial do clube, | |   |

### Madrid CFF
No final de janeiro de 2022, o Madrid CFF, da Espanha, anunciou a contratação da atleta. A passagem pelo clube espanhol foi curta.
| “ | Fui para um país, um futebol que eu queria muito. Realizei um sonho, apesar de ter sido pouco tempo. Reconheci e fui humilde a respeito do que poderia melhorar. O nível é muito elevado, é uma liga muito equilibrada, forte taticamente. São jogadoras do mundo inteiro reunidas em uma liga só. Eu precisava me sentir desafiada, para melhorar o que já tinha. Vi que tinha uma margem muito grande de melhora e levo isso para a minha vida inteira. A Liga espanhola é uma das melhores do mundo. A maior dificuldade foi a parte física, senti muito quando cheguei e consegui absorver da melhor maneira possível. Tive um pouco de dificuldade de adaptação na velocidade de jogo e força física. O que é bom pra mim nesse retorno. Talvez tire um pouco de vantagem, já que hoje tenho isso como qualidade. É colocar como aprendizado aqui no Corinthians e contribuir com as outras atletas, falando dessa diferença. Estou tranquila e com a consciência boa, sabendo que posso influenciar na parte tática e física. | ” |
| — Victória, em entrevista coletiva sobre o retorno ao Corinthians, falando sobre a saída do Madrid CFF, | |   |

### Retorno ao Corinthians
Em 28 de julho de 2022, o Corinthians anunciou o retorno da futebolista para o clube. O retorno aconteceu já com o Campeonato Brasileiro de 2022 em andamento. O clube conquistou quarto título, sendo o terceiro consecutivo. Ainda em 2022, na disputa pela Copa Libertadores de 2022, a equipe foi derrotada pelo Boca Juniors por 2–1, nas quartas de final. Em abril de 2023, o clube anunciou a renovação do contrato da atleta. Ainda em 2023, conquistou o título do Campeonato Brasileiro — quinto título e o quarto consecutivo.

### Seleção Brasileira
Representou o Brasil Sub-20 no Campeonato Sul-Americano Feminino Sub-20 de 2018 e em duas edições da Copa do Mundo Feminina Sub-20 da FIFA (2016 e 2018).
Pela Seleção principal, fez sua estreia, em 2019. Ela foi convocada pela então treinadora Pia Sundhage para supstituir a jogadora Marta, cortada por lesão.
| “                               | É uma responsabilidade muito grande porque a Marta tem um legado muito forte dentro da Seleção, mas eu to aqui para fazer o que eu já faço. Estou aqui para ser a Victória e não para substituir a Marta. Então, não muda muito no que eu tenho que fazer. | ” |
| — Victória, sobre a convocação, | |   |

#### Gols
| Nº | Data                   | Local                                      | Adversário | Gol | Resultado | Competição    | Ref.   |
| -- | ---------------------- | ------------------------------------------ | ---------- | --- | --------- | ------------- | ------ |
| 1  | 15 de dezembro de 2019 | Estádio Fonte Luminosa, Araraquara, Brasil | México     | 4–0 | 4–0       | Jogo amigável | [ 14 ] |

## Títulos

### Clube
Minas/ICESP
- Campeonato Brasiliense: 2018
- Campeonato Brasileiro – Série A2: 2018

Corinthians
- Copa Libertadores: 2019, 2021 e 2023
- Campeonato Paulista: 2019, 2020, 2021 e 2023
- Campeonato Brasileiro: 2020, 2021, 2022 e 2023
- Supercopa do Brasil: 2022, 2023 e 2024

### Individual
- Melhor "Nova jogadora" do Campeonato Brasileiro: 2019[12]
- Melhor "Meio-campista" do Campeonato Brasileiro: 2019[12]
- Bola de Prata ESPN – Seleção do Campeonato Brasileiro: 2021, 2023 e 2024[15]
- Melhor Jogadora da Final do Campeonato Paulista: 2023
- Bola de Ouro (Bola de Prata): 2024[16]

### Artilharias
- Campeonato Paulista: 2023 (10 gols)